# Paonias astylus
Espèce
Paonias astylus est une espèce nord-américaine de lépidoptères (papillons) de la famille des Sphingidae.

## Description
L'imago a une envergure de 55 à 65 mm ; l'aile antérieure est longue de 30 à 41 mm. Il se distingue des autres espèces du genre Paonias par le bord extérieur de l'aile antérieure, qui est presque droite et non ondulée chez cette espèce uniquement.
Les femelles pondent leurs œufs un par un sur le bout des feuilles des chenilles. Les chenilles sont solitaires. Les chenilles sont similaires au dernier stade aux deux autres espèces nord-américaines du genre. Elles sont vert lime et ont de nombreuses soies blanches qui rendent la surface du corps très rugueuse. Chez les chenilles de Paonias astylus, les taches rougeâtres sur le corps sont beaucoup moins fréquentes que chez Paonias myops et Paonias excaecata. La corne anale a une petite pointe double.
La nymphose a lieu dans une chambre dans le sol très proche de la surface. La chrysalide est brun rougeâtre et a un corps légèrement rugueux, mais elle est nettement moins rugueuse que les deux autres espèces nord-américaines du genre. La trompe très courte s'est développée dans le corps.

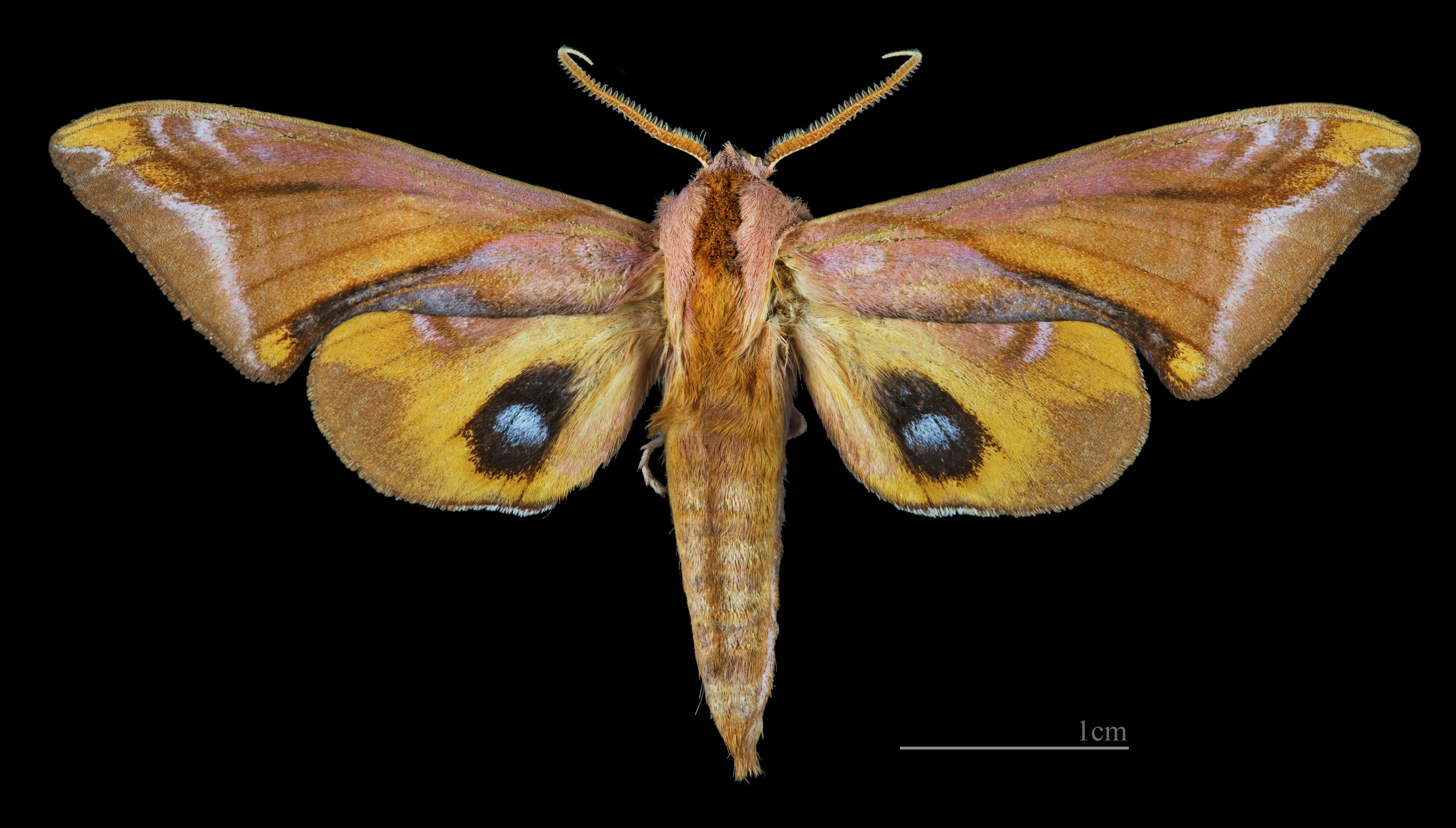
♂  MHNT
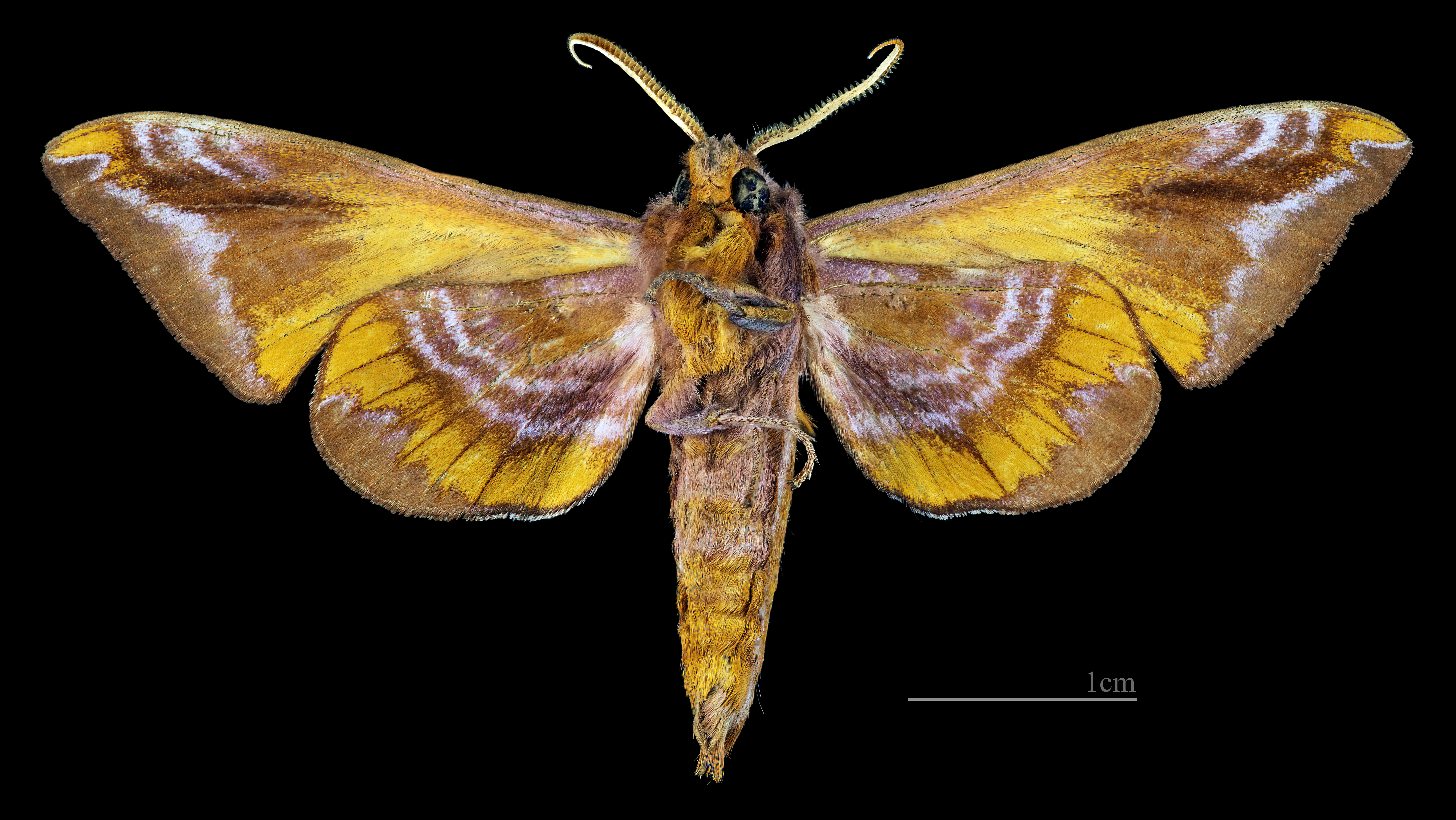
♂  △ MHNT

## Répartition
L'espèce est commune dans l'ouest des États-Unis. Elle se trouve principalement en Nouvelle-Angleterre, mais sa répartition s'étend du sud au centre-nord de la Floride. À l'ouest, la répartition s'étend sur la partie sud de la vallée de l'Ohio et de la vallée du Mississippi. L'espèce peut être assez commune dans le sud-est de l'Ohio, mais plus au sud, elle est isolée. En Louisiane, seulement 30 individus furent recensées par Brou & Brou jusqu'en 1997 au cours de 25 années de collecte intensive. On pense que l'espèce se trouve également dans l'extrême sud du Québec, mais l'espèce n'a pas encore été détectée au Canada.
Pour des raisons inconnues, les populations de l'espèce semblent être fortement liées à certains endroits et peuvent manquer dans de grandes parties d'habitats qui leur semblent favorables. Elles sont apparemment liés aux sous-bois et aux lisières des populations d'arbres aux sols sablonneux de l'est des États-Unis. Ces habitats secs avec des plantes de bruyère semblent être idéaux pour l'espèce.
Dans le nord-est des États-Unis, la vallée de l'Ohio et une grande partie des montagnes des Appalaches, l'espèce n'est présente au milieu de l'été qu'en une seule génération par an. Il y a peu de preuves du sud, de sorte que le temps de vol n'est pas suffisamment connu. La Floride semble avoir deux générations qui volent à la fin du printemps et à la fin de l'été. En Louisiane, l'espèce est détectée presque exclusivement de juillet à septembre.

## Écologie
Les chenilles se nourrissent apparemment exclusivement de plantes de bruyère (Ericaceae). On les trouve en Nouvelle-Angleterre sur les Vaccinium, notamment Vaccinium pallidum et Vaccinium corymbosum), les Gaylussacia et Andromeda polifolia, les Prunus et les saules.